# Sóiana
Sóiana (en rus: Сояна) és un poble de l'óblast d'Arkhànguelsk, a Rússia, segons el cens del 2012 tenia 401 habitants.